# Yaser Hamed
Yaser Hamed Mayor (Lejona, 9 de diciembre de 1997) es un futbolista profesional palestino-español. Juega en la posición de defensa central en el Al-Gharafa de Catar.
Es internacional con la selección de Palestina desde 2019.

## Trayectoria
Se formó como futbolista en la cantera del Athletic Club desde 2007. Después de cinco temporadas, tuvo que abandonar la cantera rojiblanca para seguir formándose en el Romo CF y el Arenas de Getxo. En el verano de 2016 se incorporó a las filas del CD Gallarta. De cara a la campaña 2017-18 firmó por el CD Santurtzi de Tercera División.
En verano de 2018 firmó por el SD Leioa de Segunda B, del que se marchó en diciembre por la falta de minutos.En enero de 2019 firmó por el Club Portugalete de Tercera, en el que jugaría también durante la temporada 2019-20.Con el equipo portugalujo, logró el ascenso a Segunda B en 2020 siendo uno de los futbolistas más destacados.
El 1 de diciembre de 2020 firmó por el Busaiteen Club de la Liga Premier de Baréin.El 15 de enero de 2022 firmó por el Al-Masry de la Liga Premier de Egipto.El 1 de agosto de 2022 fichó por el Al-Rayyan Sports Club de la Liga de Catar.El 26 de enero de 2023 se incorporó al Qadsia Sporting Club de la Liga Premier de Kuwait, con quien terminó su contrato el 1 de julio de 2023.En agosto de 2023 se marchó a la India para jugar en el NorthEast United.El 30 de enero de 2024 firmó con el Zamalek Sporting Club de la Liga Premier de Egipto.En febrero de 2025 se unió al Al-Gharafa de Catar, donde jugaba su hermano Jamal y varios jugadores internacionales como Joselu, Rodrigo Moreno, Brahimi o Sergio Rico.Con dicho club, ambos hermanos conquistaron la Copa del Emir de Catar en mayo de 2025.

## Selección nacional
El 30 de julio de 2019 hizo su debut con la selección palestina, que se produjo en el marco del Campeonato de la WAFF, donde marcó el gol de la victoria frente a la selección de Yemen.Entre 2024 y 2025 participó en la fase de clasificación para el Mundial de 2026.

## Clubes
| Club                   | País   | Año         | Partidos | Goles |
| ---------------------- | ------ | ----------- | -------- | ----- |
| CD Santurtzi           | España | 2017 - 2018 | 28       | 0     |
| SD Leioa               | España | 2018        | 1        | 0     |
| Club Portugalete       | España | 2019-2020   | 50       | 2     |
| Busaiteen Club         | Baréin | 2020 - 2021 |          |       |
| Al-Masry               | Egipto | 2022        | 16       | 3     |
| Al-Rayyan Sports Club  | Catar  | 2022        | 6        | 0     |
| Qadsia Sporting Club   | Kuwait | 2023        |          |       |
| NorthEast United       | India  | 2023        | 8        | 0     |
| Zamalek Sporting Club  | Egipto | 2024        | 3        | 0     |
| Al-Gharafa Sports Club | Catar  | 2025        |          |       |

## Palmarés
| Título                       | Club          | Sede   | Año  |
| ---------------------------- | ------------- | ------ | ---- |
| Copa Federación de Kuwait    | Qadsia SC     | Kuwait | 2023 |
| Copa Confederación de la CAF | Zamalek SC    | Egipto | 2024 |
| Copa del Emir de Catar       | Al-Gharafa SC | Catar  | 2025 |

## Vida personal
Su padre abandonó con 17 años la Franja de Gaza para estudiar Medicina en la UPV en Leioa. Allí, conoció a la madre de Yaser y se quedó a vivir.Su hermano Jamal (2002) también es futbolista.